# Café Pombo

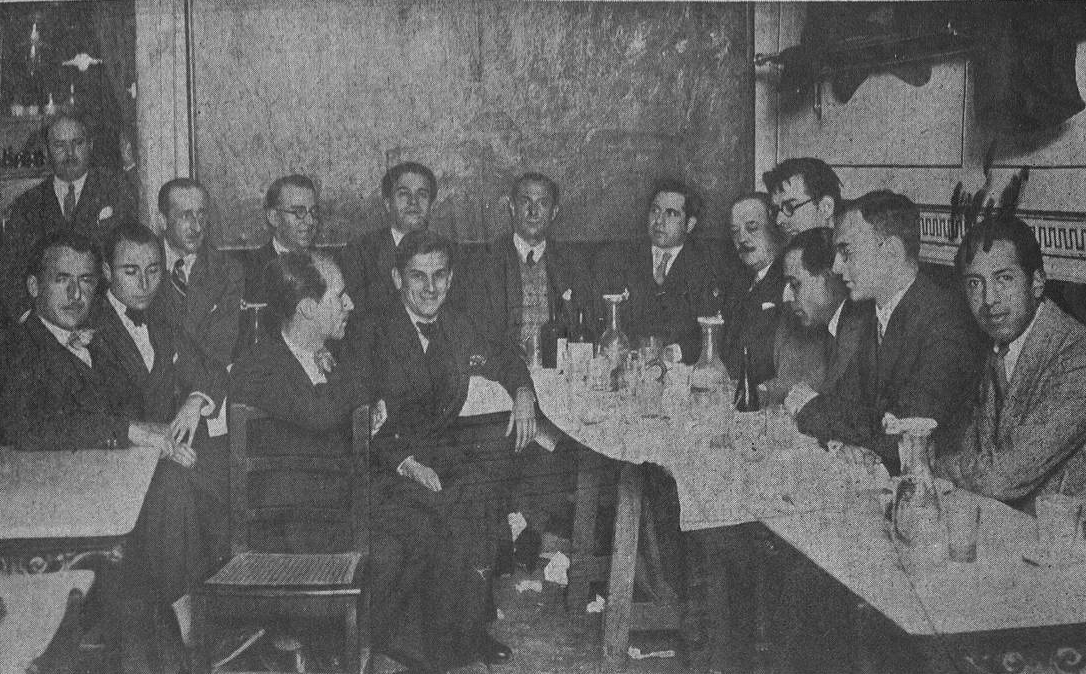
Tertulia en el café Pombo

El Café Pombo (también conocido como café de Pombo y antiguo café y botillería de Pombo) fue un café madrileño situado en el número 4 de la calle de Carretas, que debió su fama a la  tertulia que Ramón Gómez de la Serna y otros jóvenes intelectuales y artistas mantuvieron en el sótano del local, reunión que sería inmortalizada por el pintor José Gutiérrez-Solana. Tras la marcha de Ramón a Buenos Aires en la  Guerra Civil, el café durante los años 1940 fue languideciendo, aunque todavía fue centro de reunión de algunos escritores. Cerró sus puertas en 1950.

## Historia
El Antiguo Café y Botillería de Pombo, cercano a la Puerta del Sol, se abrió al parecer a comienzos del siglo xix, en el número 4 de la calle de Carretas, por aquel entonces calle de librerías y tiendas ortopédicas. Es muy probable que fuese una botillería que se transformase en café, por influjo de las modas; así se cita en 1928 en un estudio realizado sobre las tabernas de Madrid de ese periodo.
Autores de finales de siglo xix mencionan que en esa época se trataba de la botillería más antigua de Madrid junto con la Canosa. Parece ser que era un local modesto conocido por su leche merengada y el sorbete de arroz (servido a partir de las celebraciones del Corpus Christi). El café tenía el suelo desnivelado y algunos platos elaborados con arroz producían diarreas, por lo que fue apodado graciosamente en Madrid como «el café de los cagones».
El local era sombrío y ya antiguo, cuando en 1914 el escritor Ramón Gómez de la Serna decidió abrir su tertulia literaria de los sábados por la noche, con el permiso de Eduardo Lamela, dueño del local. Ramón la bautizó La sagrada cripta del Pombo y atrajo allí a intelectuales y artistas, en su mayoría jóvenes y de espíritu vanguardista. La tertulia, que se reunía la noche de los sábados y se mantenía hasta la una de la madrugada, se mantuvo hasta el año 1936. Tras la guerra civil española, el local como muchos otros durante la posguerra se convirtió en un antro más de la noche madrileña, en el que se solían reunir entonces las prostitutas del cercano Café de Zaragoza (al que el humor madrileño denominó: café de la sífilis). Cerró en 1950.
En la actualidad, en la antigua localización del Café se encuentra un edificio multiusos de titularidad pública. Se puede encontrar una inscripción en el pavimento, recordando la localización donde se hallaba dicho café.

## Características
El local tenía una doble entrada abierta a un gran salón, que daba paso a cinco salas y acceso a los sótanos donde se reuniría la tertulia de la ‘sagrada cripta’. Era un local de techo bajo, casi angustioso, cuya decoración lo hacía parecer una casa modesta y, como no tenía calefacción, la única fuente de calor eran las lámparas de gas que lo alumbraban. Disponía de amplios espejos, dos grandes relojes y servicio de limpiabotas. El entonces joven cronista catalán Josep Pla lo describió como «un café silencioso y ochocentista, con mesas rectangulares de mármol para cuatro personas, alargado, con forma de túnel, de techo abovedado y unos espejos anacrónicos en las paredes de un color melancólico».

## La tertulia del café de Pombo

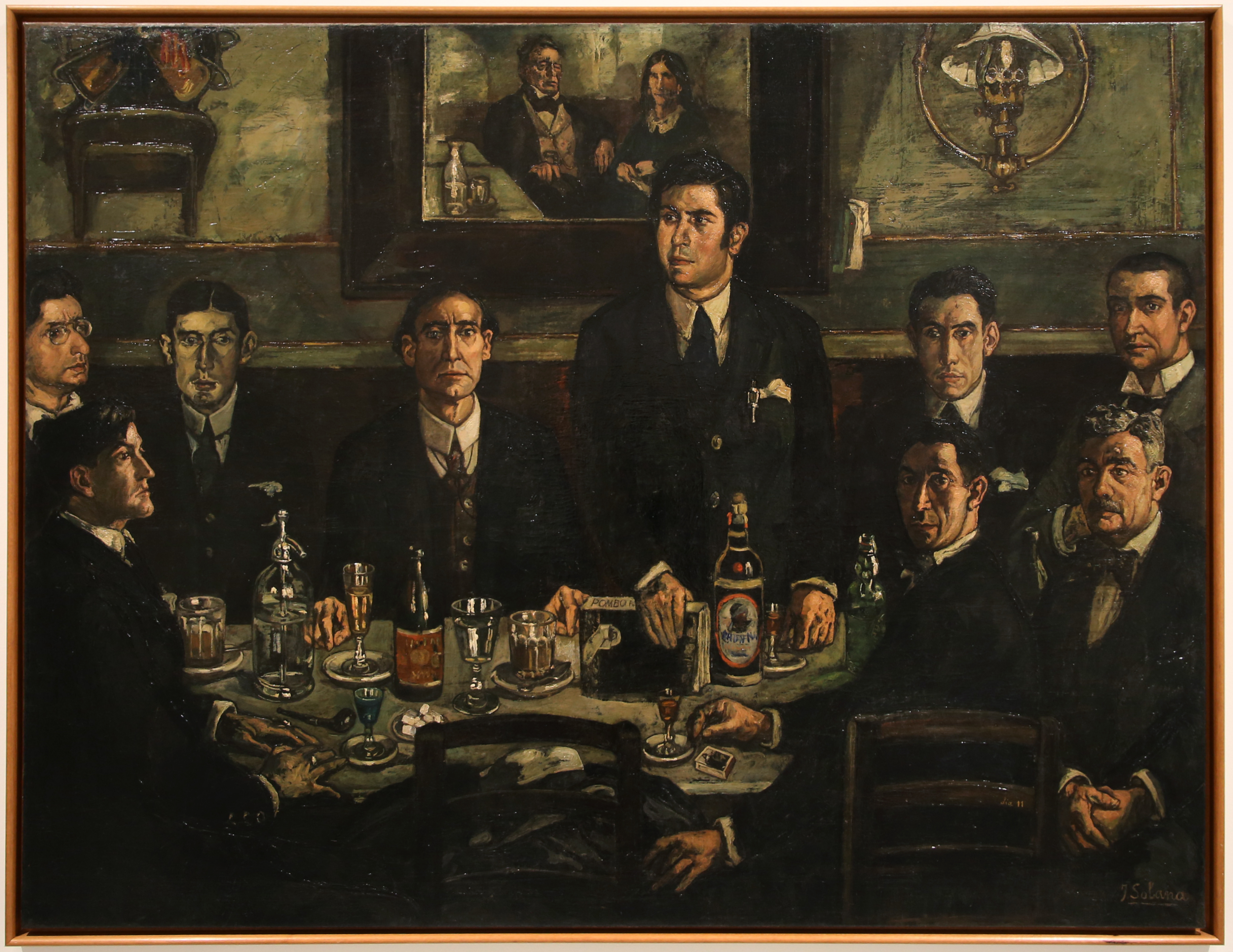
«La tertulia del café Pombo», cuadro de José Gutiérrez-Solana.

En el Museo Nacional Centro de Arte Reina Sofía, por donación de Ramón Gómez de la Serna al Estado español, se encuentra el cuadro La tertulia del café Pombo, pintado en 1920 por José Gutiérrez-Solana, quien, al parecer, tomó como modelo una fotografía de Alfonso Sánchez Portela. En el cuadro, que presidió la ‘cripta’ desde 1920 hasta 1937, aparecen algunos de los tertulianos:
- Tomás Borrás (1891-1976). Periodista, comediógrafo, novelista y autor de cuentos.
- Manuel Abril (1884-1943). Escritor, periodista y crítico de arte.
- José Bergamín (1895-1983). Poeta, crítico, ensayista y autor teatral.
- Ramón Gómez de la Serna (1888-1963). Anfitrión.
- Mauricio Bacarisse (1895-1931). Poeta, novelista y ensayista.
- José Gutiérrez-Solana (1886-1945). Pintor y autor literario.
- Pedro Emilio Coll (1872-1947). Escritor venezolano.
- Salvador Bartolozzi (1882-1950). Pintor y dibujante.
- José Cabrero Mons (1886-1945). Pintor.

La mesa de reunión de la tertulia se conserva en el Museo Nacional del Romanticismo de Madrid.